# Masten Space Systems
Masten Space Systems est une société américaine de type start-up fondée en 2004, spécialisée dans les technologies aérospatiales, située à Mojave, en Californie. Cette société développe plusieurs véhicules à décollage et atterrissage verticaux (VTOL), initialement pour des vols automatiques, et par la suite des vols avec pilote.
Elle est aussi une société de recherche en aérospatiale qui propose des études en design, analyse, construction et test de prototypes pour les sociétés travaillant dans l'aérospatiale et la propulsion de fusées.
En avril 2020, elle a reçu un contrat dans le cadre du Commercial Lunar Payload Services de la NASA pour le lancement d'un atterrisseur lunaire incluant plusieurs charges utiles. Le vol vers la Lune est prévu pour novembre 2023.
Le 28 juillet 2022, Masten Space Systems dépose une demande au tribunal du Delaware pour être placée sous la protection de ses créanciers d'après le chapitre 11 de la Loi sur les faillites. Elle est rachetée par Astrobotic Technology en septembre 2022.

## Historique
Masten Space Systems a participé en 2009 au concours Northrop Grumman Lunar Lander Challenge organisé par la NASA et Northrop Grumman, et a remporté un second prix de 150 000 dollars pour le niveau 1 du concours,, et le premier prix de 1 000 000 de dollars pour le niveau 2,. Le 2 novembre 2009, Masten Space Systems remporte la première place dans la catégorie de niveau deux, Armadillo Aerospace se classant deuxième,.
Masten Space Systems a été sélectionné pour l'initiative Lunar CATALYST de la NASA le 30 avril 2014.
La soumission de Masten pour le programme CLPS (Commercial Lunar Payload Services) a été acceptée par la NASA le 29 novembre 2018. Masten a proposé à la NASA de développer un atterrisseur lunaire nommé XL-1 pour transporter une charge utile scientifique vers la Lune. La NASA a accepté que cette proposition soit évaluée dans le cadre du programme CLPS.
En avril 2020, elle a reçu un contrat de 75,9 millions de dollars dans le cadre du Commercial Lunar Payload Services de la NASA pour le lancement du XL-1 incluant des charges utiles pour la NASA et d'autres partenaires commerciaux vers le pôle sud de la Lune. Une fusée Falcon 9 ou Falcon Heavy doit transporter l'atterrisseur dans le cadre de la mission Masten Mission One en novembre 2023.

### Xombie
Le 7 octobre 2009, Xombie (modèle XA-0.1B) remporte le deuxième prix (150 000 dollars) de la compétition de niveau 1 du Lunar Lander Challenge, avec une précision d'atterrissage moyenne de 16 centimètres.
L'objectif principal de ces deux modèles était de démontrer la stabilité et le contrôle du vol à l'aide d'un système de guidage développé en interne par Masten. Le XA-0.1B était équipé à l'origine de quatre moteurs-fusées d'une poussée de 4 kN, mais a été converti au printemps 2009 pour être propulsé par un seul moteur d'une poussée de 3 kN.
XA-0.1B, surnommé " Xombie ", a effectué son premier vol sans attache le 19 septembre 2009, et s'est qualifié pour le deuxième prix de 150 000 dollars du Lunar Lander Challenge Level One le 7 octobre 2009.
En octobre 2016, la NASA a indiqué qu'elle allait utiliser Xombie pour tester le Landing Vision System (LVS), dans le cadre du programme de technologies expérimentales ADAPT (Autonomous Descent and Ascent Powered-flight Testbed) pour simuler l'atterrissage de la mission Mars 2020.
En date de mai 2017, Xombie a volé 227 fois.

### Xoie

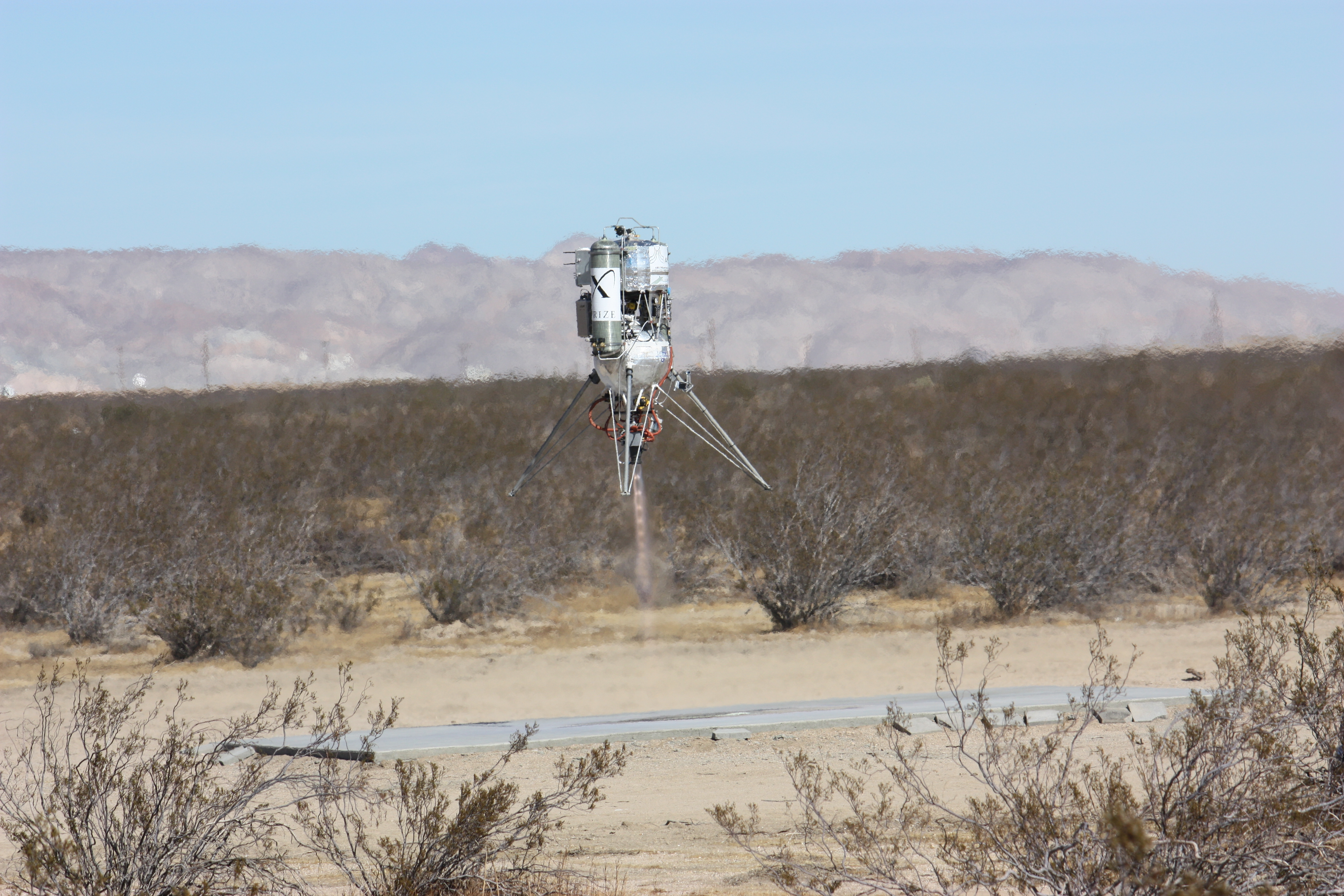
Victoire du prototype XA0.1E "Xoie" au Lunar Lander Challenge à Mojave le 30 octobre 2009.

Xoie (modèle XA-0.1E) a remporté le prix de niveau 2 du Lunar Lander Challenge, d'une valeur de 1 000 000 dollars américains, le 30 octobre 2009. L'atterrisseur a battu celui de Armadillo Aerospace par un peu plus de 610 mm de précision totale d'atterrissage, avec une précision moyenne d'environ 190 mm sur les deux atterrissages au cours du vol aller-retour de la compétition,.
Xoie a un châssis en aluminium et dispose d'une version du moteur-fusée de 3 kN développé par Masten qui produit environ 4 kN de poussée. "Xoie", comme est surnommé le véhicule, s'est qualifié pour le niveau deux du Lunar Lander Challenge le 30 octobre 2009.

### Xaero
Le véhicule de lancement réutilisable Xaero est une fusée à décollage et atterrissage verticaux en cours de développement par Masten en 2010-2011. Il a été proposé à la NASA en tant que véhicule de lancement suborbital réutilisable (sRLV) potentiel pour transporter des charges utiles de recherche dans le cadre du Flight Opportunities Program de la NASA (initialement connu sous le nom de Commercial Reusable Suborbital Research/CRuSR) à une altitude de 30 kilomètres lors des premiers vols d'une durée de cinq à six minutes, tout en transportant une charge utile de recherche de 10 kilogrammes. Xaero est propulsé par un moteur-fusée Cyclops-AL-3 d'une poussée de 5,1 kN brûlant de l'alcool isopropylique et de l'oxygène liquide,.
Le premier véhicule d'essai Xaero a effectué avec succès 110 vols d'essai avant d'être détruit lors de son 111e vol. Lors du vol record du 11 septembre 2012, une valve du moteur est restée en position ouverte pendant la descente, ce qui a été détecté par le système de contrôle. Le système de destruction en vol a été déclenché tel que prévu à cette fin, détruisant le véhicule avant qu'il ne puisse créer un problème de sécurité dans la zone. Le dernier vol d'essai était destiné à tester le véhicule face à des de vents plus puissants à des altitudes plus élevées, volant à une altitude d'un kilomètre tout en testant les commandes en vol à des vitesses de montée et de descente plus élevées avant de revenir à un point d'atterrissage précis. La montée et la partie initiale de la descente ont été nominales, avant que le problème de la valve entraîne la destruction intentionnelle du véhicule avant l'atterrissage de précision prévu.

### Xaero-B
Le véhicule de lancement réutilisable Xaero-B est un successeur du Xaero avec la capacité d'atteindre une altitude de 6 kilomètres avec le moteur en marche tout au long du vol. Xaero-B mesure entre 4,5 et 4,8 mètres, alors que Xaero mesurait 3,6 mètres. Xaero-B procède à des essais de tir en 2016,. Il est utilisé pour la plupart des vols de recherche jusqu'à des altitudes initiales comprises entre 20 et 30 kilomètres. Le véhicule a été retiré du service en raison de dommages subis lors d'un vol d'essai en avril 2017. Il a effectué 75 vols au total.

### Xodiac
Le Xodiac est une fusée à décollage et atterrissage verticaux introduite en 2016,,. Elle est dotée d'un moteur-fusée à propergol LOX/IPA alimenté sous pression et d'un moteur refroidi par régénération. Les vols peuvent simuler un atterrissage sur la Lune ou sur Mars. Xodiac a effectué 81 essais en vol en date de mai 2017.

### Xogdor
Xogdor est un futur véhicule à décollage et atterrissage verticaux que Masten prévoit déployer en 2023. Sixième véhicule à décollage et atterrissage verticaux développé par Masten, Xogdor se base sur les leçons apprises avec Xodiac pour tester des technologies de descente et d'atterrissage à des vitesses allant jusqu'à 719 km/h.

### Xeus
Xeus (prononcé Zeus) est un démonstrateur à atterrissage et décollage verticaux lunaire. Xeus est constitué d'un étage supérieur Centaur (de l'entreprise United Launch Alliance) avec moteur-fusée RL-10 auquel ont été ajoutés quatre propulseurs verticaux Katana. United Launch Alliance, fournisseur du Centaur, désigne Xeus comme l'abréviation de eXperimental Enhanced Upper Stage. La version finale de Xeus est estimée être capable de se poser sur la Lune avec une charge utile allant jusqu'à 14 tonnes (révisée à 10 tonnes) lorsqu'elle est utilisée dans sa version non réutilisable ou 5 tonnes lorsqu'elle est utilisée dans sa version réutilisable.
Le Centaur endommagé sur le démonstrateur Xeus le limite aux vols terrestres. Les versions finales devraient être exemptes de défauts de fabrication et certifiées pour les opérations spatiales. Une qualification pour habitation humaine est également proposée.
Chacun des Katanas utilisés sur un atterrisseur Xeus est susceptible de produire une poussée de 16 kN lors d'un atterrissage horizontal. En décembre 2012, Masten fait la démonstration de son moteur-fusée en aluminium de 12 kN à refroidissement régénératif, le KA6A.
Le 30 avril 2014, la NASA dévoile que Masten Space Systems était l'une des trois entreprises sélectionnées pour l'initiative Lunar CATALYST. La NASA signe un Space Act Agreement (SAA) sans financement avec Masten en septembre 2014. Le SAA s'étend sur une période de trois ans, jusqu'en août 2017, comporte 22 objectifs et prévoit la démonstration du matériel et du logiciel permettant un atterrisseur commercial sur la Lune.
En décembre 2015, United Launch Alliance (ULA) prévoyait de changer le structure du XEUS d'un étage supérieur Centaur vers le Advanced Cryogenic Evolved Stage (ACES), un nouvel étage supérieur qu'elle développe actuellement, ce qui augmenterait considérablement la charge utile,. Masten Space a l'intention d'intégrer l'expérience acquise lors du développement de la famille d'atterrisseurs de charges utiles XL dans la famille d'atterrisseurs XEUS.
En août 2016, le président et chef de la direction d'ULA a déclaré qu'ULA avait l'intention de qualifier pour le vol habité la fusée Vulcan et l'ACES.
Lord d'une entrevue en juillet 2018, le PDG de ULA, Tory Bruno, révèle que le projet XEUS a été abandonné.

### XL-1
Le XL-1 est un petit atterrisseur lunaire que Masten développe dans le cadre du programme Lunar CATALYST. Lorsqu'il est propulsé par le moteur-fusée MXP-351, le XL-1 est capable de faire atterrir des charges utiles de 100 kilogrammes sur la surface de la Lune.
En date d'août 2017, Masten Space prévoit que le XL-1 aura 4 moteurs-fusées principaux qui sont en cours de prototypage sur le XL-1T et une masse totale d'environ 2 400 kilogrammes avec réservoirs remplis,.
Le 11 octobre 2016, Masten Space dévoile une vidéo montrant le tir d'essai statique de sa nouvelle combinaison bi-ergol, provisoirement appelée MXP-351. Le test a utilisé un moteur existant avec un injecteur expérimental, le premier « Machete », produisant une poussée de 1 kN. Le développement de leur moteur-fusée lunaire imprimé en 3D qui utilisera le MXP-351 pour se poser sur la Lune se poursuit et en mars 2017, une version de Machete d'une poussée de 4,4 kN pour l'atterrisseur expérimental, baptisé XL-1T, débute sa production.
En octobre 2017, la NASA prolonge de 2 ans l'accord relatif à Lunar CATALYST afin de laisser aux participants du programme davantage de temps pour continuer à développer leurs atterrisseurs.
Le 29 novembre 2018, la NASA annonce que Masten est éligible pour soumissionner au programme Commercial Lunar Payload Services (CLPS). Si la proposition est acceptée par la NASA pour être réalisée, l'atterrissage sur la Lune se ferait au plus tôt en 2021.
Le 8 avril 2020, la NASA sélectionne Masten pour livrer huit charges utiles - avec neuf instruments scientifiques et technologiques - au pôle Sud de la Lune en 2022 avec l'atterrisseur XL-1. Masten doit également assurer l'exploitation des charges utiles, contribuant ainsi à jeter les bases d'expéditions humaines sur la surface lunaire à partir de 2024. Les charges utiles, qui comprennent des instruments scientifiques permettant d'étudier la composition de la surface lunaire, de tester les technologies d'atterrissage de précision et d'évaluer le niveau de radiation sur la Lune, sont livrées dans le cadre de l'initiative Commercial Lunar Payload Services (CLPS) de la NASA, qui fait partie du programme Artemis de l'agence. Le prix de 75,9 millions de dollars US comprend des services de livraison des instruments, y compris l'intégration de la charge utile, le lancement depuis la Terre, l'atterrissage sur la surface de la Lune et l'exploitation pendant au moins 12 jours. Les charges utiles ont principalement été développées dans le cadre de deux appels d'offres de la NASA pour des charges utiles lunaires et des charges utiles d'instruments et de technologies de surface lunaire.
Le 26 août 2020, Masten fait savoir qu'elle a choisi SpaceX pour effectuer le lancement et le transfert vers la Lune de la première mission XL-1, Masten Mission One, sans toutefois révéler publiquement le choix du lanceur,.
Le 23 juin 2021, Masten dévoile que le lancement de Masten Mission One avait été reporté à novembre 2023 en raison de problèmes liés à la pandémie de COVID-19 mais la mission est ensuite annulé.

### XL-1T
Le XT-1T est un démonstrateur de technologie pour le XL-1 et le XEUS. Un démonstrateur technologique volant terrestre est utilisé car l'impossibilité d'accéder aux atterrisseurs lunaires après le lancement rendrait difficile et très coûteuse la méthodologie de développement incrémental de Masten en matière de conception et d'essais. Comme le XL-1, le XL-1T est en cours de développement en partenariat avec NASA CATALYST.
Le XL-1T devrait avoir une masse à vide de 588,93 kg et une masse avec réservoirs pleins de 1 270,68 kg, soit moins que le XL-1. Le véhicule est équipé de 4 moteurs-fusées principaux Machete avec une poussée 4,4 kN capables d'accélérer entre 25% et 100%.
De nombreuses caractéristiques du XL-1T ont été délibérément rendues similaires à celles du XL-1. Ces caractéristiques comportent notamment l'architecture multi-moteur, l'avionique, les logiciels, les ergols, le mouvement d'inertie, la gestion du ballottement et les outils de conception de mission.

### XS-1
Masten a obtenu un contrat de 3 millions de dollars US de la part de la DARPA pour développer l'avion spatial expérimental XS-1,. Le projet a pris fin lorsque la DARPA a octroyé le contrat de la phase 2 à Boeing.

## Autres produits et services
En plus de sa gamme de véhicules, Masten Space Systems propose actuellement ses moteurs-fusées et des composantes de moteur-fusée développés à interne à des entreprises intéressées. Masten a également déclaré son intention de participer à des projets de maturation technologique et de validation de concepts.

### Broadsword
Broadsword est un moteur de fusée à méthane/oxygène liquide offrant une poussée de 110 kN que Masten Space Systems développe pour le gouvernement américain. Des techniques de fabrication avancées permettront d'utiliser le moteur pour fournir un service de lancement réutilisable à moindre coût pour le marché en pleine croissance du lancement des CubeSat et des petits satellites.
Masten utilisera ce moteur-fusée, désigné sous le nom de M10A Broadsword, comme propulsion principale du booster et de l'étage supérieur d'un petit lanceur à atterrissage et décollage verticaux de deux étages, capable d'insérer des engins spatiaux de 250 kg sur diverses orbites, notamment des orbites terrestres basses et des orbites héliosynchrones (inclinaison ~98°) à des altitudes allant jusqu'à 900 km. Des variantes plus grandes de la famille Broadsword soutiennent également le véhicule de lancement de classe moyenne à atterrissage et décollage verticaux de Masten, fournissant jusqu'à 1 500 kg en orbite terrestre basse.
Le développement d'un modèle de démonstration technologique a été complété en septembre 2016. La campagne d'essais de mise à feu statique s'est terminée par la démonstration de six démarrages réussis du moteur.
En 2017, un deuxième modèle de développement contenant des améliorations était en cours de développement pour la NASA dans le cadre du programme Tipping Point, avec pour but la qualification du moteur-fusée pour le vol après une mise à feu statique d'une durée de 10 secondes.
Un accord entre Masten et le Air Force Research Laboratory en décembre 2018 permet de poursuivre la qualification du moteur-fusée à la Edwards Air Force base. La campagne de mise à feu statique de Broadsword se déroule en juillet 2019 avec 4 essais de mise à feu statique, puis culmine le 10 décembre 2019 avec le succès d'une mise à feu statique d'une durée de 10 secondes. Le succès de la campagne de tests permet de valider les développements technologiques du moteur-fusée lors du programme Tipping Point.

### Katana
Les moteurs Katana produisent jusqu'à 18 kN de poussée et sont refroidis par régénération. Ils sont conçus pour une durée de fonctionnement indéfinie et une bonne réponse à l'accélération.  En date de 2022, après plusieurs campagnes de mise à feu statique depuis 2012, le moteur-fusée a été retiré du service.

### Machete
Machete est le nom d'une famille de moteurs-fusées que Masten Space Systems développe pour permettre à son atterrisseur lunaire XL-1 de se poser sur la Lune. Les moteurs-fusées Machete brûlent la combinaison de propergols hypergoliques non toxiques et stockables MXP-351. Le premier Machete avait une version expérimentale de l'injecteur qui a été utilisée pour tester le MXP-351 en 2016, produisant une poussée de 1 kN. Depuis mars 2017, Masten modifie la configuration de Machete afin qu'ils soient fabriqués de manière additive avec des chambres de poussée refroidies par régénération. Les moteurs Machete sont en train d'être mis à niveau pour produire une poussée de 4,4 kN pour une version de test terrestre baptisée XL-1T.

### MXP-351
MXP-351 est le nom interne de Masten pour une combinaison de bi-propergol à allumage automatique créée pour alimenter ses petits atterrisseurs lunaires. Contrairement à la combinaison traditionnelle NTO/MMH, les deux propergols chimiques du MXP-351 sont plus sûrs à manipuler car ils ne sont pas toxiques. Le bi-propergol peut également être stocké à température ambiante, contrairement à l'oxygène et à l'hydrogène liquides. La combinaison hypergolique a un ISP de 322 secondes. La durée de stockage du MXP-351 avant utilisation fait l'objet d'études à long terme mais est estimée à quelques années. Les contraintes d'exploitation amoindries peuvent permettre une réduction des coûts d'exploitation récurrents,,,.

### Masten Mission One
Masten Space Systems lancera une mission d'atterrissage lunaire appelée Masten Mission One ou MM1 en novembre 2023, à l'aide d'un lanceur Falcon 9 ou Falcon Heavy de SpaceX. Elle comportera une série de charges utiles destinées pour la NASA et des partenaires commerciaux.
Une autre mission, Masten Mission Two, est prévue pour 2024.